# M13半履带防空车
M13半履带防空车，或M13半履带装甲车，是一种装备有两支M2HB 0.50英寸口径勃朗宁机枪的、由美国陆军在第二次世界大战中使用的自行防空武器。这种武器由白摩托公司于1942年六月到1943年5月间为了满足军方对于一种移动防空平台的需求而研发。它只在1944年1月份的鹅卵石行动中投入过战斗（有资料的）。它于1944年4月份被M16多管防空武器所取代。
正式装备的M13是有几个从1940年到1942年不断试验的失败的原型改进而来。其中的T1E4型被选中并在投入生产前被官方命名为M13半履带防空车。超过半数以上的M13在生产线上就被改造成了M16

## 规格
M13半履带防空车长 21英尺4英寸（6.50） ， 宽7英尺1英寸（2.16） ， 高 7英尺8英寸（2.34） ，拥有 135.5英寸（3.44）的轴距. 它已 转向架 悬挂车轮和 垂直蜗泉 的轨道。 它可承载60美国加仑（或230升）燃料并具有175英里（或282公里）的车程. 该车辆是由六缸White 160AX发动机驱动,该发动机可提供128 马力(或95 千瓦)的推力,是一种386 立方英寸(6,330 cc) 汽油发动机，压缩比例6.3:1. 它的推进比为15.8马力每吨，而发动机本身自重九吨。 该车型的大部分版本的装甲主要为0.25英寸（6.4） 厚或 0.5英寸（13） 厚的挡风遮阳板。 车辆装备有两挺安装在M33 maxson安装架上的0.5 英寸 M2HB 勃朗宁重机枪。 两挺机枪的射击与移动皆由一个安装在炮塔附近的小型电动马达驱动。 瞄准具使用一个马克9型的反射式瞄具. 每辆车载员五人，分别是车长、驾驶员，射击手，以及两个弹药装填手

## 发展

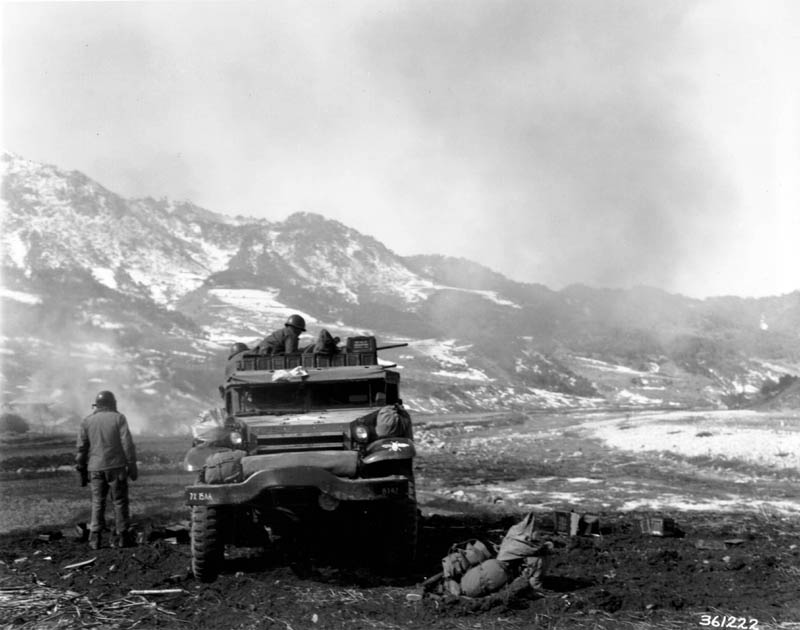
M16多管防空武器，M13的继任者

### 早期的实验
在1940年10月，该车型为了满足美国陆军对针对运输队的空袭的防御而开始研发 该车型的第一个原型为T1，在4*4的标准吉普上装有两挺M2机枪。T1E1型使用了电动的Bendix式枪架，而T1E2则换成了Maxson式的。 T1E3型则使用了格林马丁公司生产的飞机用炮塔。对这些车辆进行测试后得出的结果则是：T1E2型的设计最为优秀。 于是，T1E2成为了M16半履带车，替代M33与M45枪架和M2、M3半履带车的底盘。

### T1E4和M13
下一阶段的发展是，利用T1E2配置上M3半履带车的轨道，因为这样可以使车存储更多的弹药。 这种车辆，最初被称作T1E4，于1942年7月27日开始被接纳进入生产为M13半履带防空车。 截止至1943年5月15日，总共有1103辆该型车被生产。 他们中的一半(583辆)在投入服役前就被该公司转换成M16。 交付始于1943年底。

## 服务的历史
在1944年1月的鹅卵石行动中，M13在美国陆军第五师第六团服役。 它在初始的登陆后就被用于防空武器，而后来又为了抵御德国 装甲师 袭击而作为地面支援载具行动。 它于1944年4月被M16半履带防空车取代。 只有139辆载具被部署海外的美国军队采用。
十辆该车被基于租借法案提供给英国。

## 原型

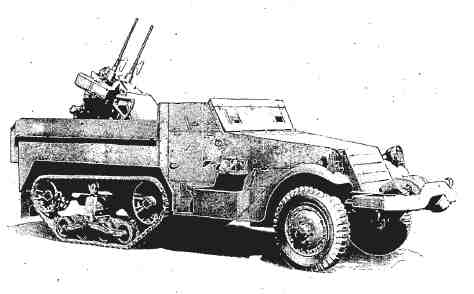
M13半履带装甲车。

- T1–这个版本使用装在4*4吉普车上的bendix枪架和两挺M2HB勃朗宁重机枪。 它，像其他车型一样，是一个原型。 它于1941年6月到7月于阿伯丁试验场测试，但由于“弹道过分分散”而被驳回[18]
- T1E1–另一个原型，同样使用Bendix枪架但车型改变为 M2半履带车。 1942年4月，该车型被取消。[19]
- T1E2–这个变型使用M33 Maxson枪架替换了T1E1上的Bendix枪架，其他部分基本一致。 由于M33枪架被M45防空机枪塔取代，它以M16半履带装甲车的名号服役。
- T1E3–T1E1安装有轰炸机使用的马丁炮塔。

## 流行文化

### 電子遊戲
- 2012年—《戰爭雷霆》

- 2021年—《應徵入伍》：作為盟軍初階載具使用。

## 参看
- 列表中的美国军事车辆的型号
- 列表中的美国军用车辆供应的目录指定

### 引文
1. ↑  Ness (2002), p. 206.
2. ↑  Berndt (1993) p. 152
3. ↑  Berndt (1994), p. 34.
4. ↑  Rottman (2012), p. 38.
5. ↑  Hogg & Weeks (1980), p. 318.
6. ↑  Torriami & Dennis (2014), p. 45.
7. ↑  Zaloga (1994) p. 38.
8. ↑  Berndt (1994), p. 32.
9. ↑  Green & Green (2000), p. 150.
10. ↑  Hunnicutt (2001), p. 130.
11. ↑  Chamberlain & Ellis (1969) p. 191.
12. ↑  Doyle (2011), p. 394.
13. ↑  Zaloga (2013), p. 22.
14. ↑  Hunnicutt (1992), p. 347.
15. ↑  Green (2014), p. 287.
16. ↑  Foss (1987), p. 421.
17. ↑  .   [2017-09-07]. （原始内容存档于2015-01-31）.
18. ↑  Hunnicutt (2001), p. 122.
19. ↑  Hunnicutt (2001), p. 123.

## 进一步阅读
- Fifth United States Army.  6. Italy: Headquarters Fifth Army. 1945. OCLC 14818390.
- Hamilton, John A. . Washington, D.C.: Government Printing Office. 2009. ISBN 978-0-16-086949-5.
- Morgan, Mark L. . San Pedro, CA: Port MacArthur Press. 2002. ISBN 978-0-615-12012-6.
- Vanderdeen, Bart H. . London, UK: Fredrick Warne. 1972. ISBN 978-0-7232-1469-4.